# Équipe de Mayotte féminine de football
Cet article traite de l'équipe féminine. Pour l'équipe masculine, voir Équipe de Mayotte de football.
 (août 2023).
L'équipe de Mayotte féminine de football est une sélection des meilleures joueuses mahoraises représentant la région lors des compétitions régionales, continentales et internationales sous l'égide de la ligue de Mayotte de football.
Mayotte n'est membre ni de la FIFA ni de la CAF, elle n'est donc pas éligible pour participer à la Coupe du Monde ou à la Coupe d'Afrique des Nations.